# Franc Bitenc
Franc Bitenc, slovenski agronom, * 2. avgust 1926 Ljubljana, † 11. november 1977, Ljubljana.

## Življenje in delo
Med vojno je  sodeloval je v narodnoosvobodilni borbi, bil ujet, zaprt in interniran v Koncentracijsko taborišče Dachau. Leta 1949 je diplomiral na zagrebški Agronomski fakulteti in prav tam 1961 tudi doktoriral. Na Biotehniški fakulteti v Ljubljani je bil zaposlen od 1950, leta 1974 je tam  je postal redni profesor tehnologije rastlinskih živil. V raziskovalnem delu se je posvetil vprašanjem skladiščenja, sestavi surovin za predelavo hrane in novim tehnologijam sadnih sokov. V letih 1964−1967 je bil direktor Kmetijskega inštituta Slovenije, od 1969 do 1971 predstojnik oddelka za živilsko tehnologijo in od 1965 do 1977 tudi predstojnik katedre za tehnologijo rastlinskih živil. Leta 1977 je bil, le nekaj mesecev pred smrtjo, izvoljen za dekana Biotehniške fakultete v Ljubljani. Sam ali v soavtorstvu je objavil je več člankov, razvojnih in raziskovalnih poročil in drugih del s področja živilstva ter za svoje delo prejel Jesenkovo priznanje. Po njem se imenujejo Bitenčevi dnevi Oddelka za živilstvo Biotehniške fakultete.  

## Biblioteka
- Proučevanje obstojnosti novih jabolčnih sort v skladiščih (COBISS)
- Vpliv povoskanja kože plodov jabolk na spremembe med skladiščenjem (COBISS)
- Izkoriščanje predčasno obranih jabolk (COBISS)
- Proizvodnja jabolčnega soka 1964 1965 (COBISS)